# توکیو شیمبون
توکیو شیمبون (به انگلیسی: The Tokyo Shimbun) (東京新聞, Tōkyō Shinbun, یا روزنامه توکیو (به انگلیسی: Tokyo Newspaper)) یک روزنامه ژاپنی است که توسط شرکت Chunichi Shimbun منتشر می‌شود. این گروه روزنامه‌هایی را با نام تجاری توکیو شیمبون در منطقه شهری توکیو و تحت عنوان Chunichi Shimbun در منطقه شهری ناگویا منتشر می‌کند. گردش چاپ روزانه این گروه ۳٫۵ میلیون نفر است. از ژوئیه ۲۰۰۸، طبق نوشته انجمن ناشران و سردبیران روزنامه ژاپن، میانگین تیراژ روزانه نسخه صبح توکیو شیمبون ۶۲۰٬۱۲۵ و نسخه عصر آن ۳۰۹٬۳۸۷ نسخه روزانه به فروش می‌رسید.